# 148 a. C.
El año 148 a. C. fue un año del calendario romano prejuliano. En el Imperio romano, fue conocido como el año 606 Ab Urbe condita.

## Acontecimientos

### Por lugar

#### Irlanda
- Se construye el camino de Corlea construido en el condado de Longford

#### Roma
- Con la derrota de Andrisco en la batalla de Pidna por Quinto Cecilio Metelo, Macedonia se reorganiza como una provincia romana para el 146 a. C.
- Construcción de la Vía Postumia, que une Aquileia con Genua.
- Publio Cornelio Escipión Emiliano divide Numidia entre los tres hijos del recientemente fallecido Masinissa.

## Nacimientos
- Antíoco VI Dioniso

## Fallecimientos
- Masinissa, rey de Numidia (nacido alrededor del 238 a. C.)
- Yuan Ang, hombre de estado chino de la dinastía Han